# Wildenfels
Wildenfels là một đô thị ở huyện Zwickau, vùng hành chính Chemnitz, bang tự do Sachsen, Đức.. Đô thị này có cự ly 9 km về phía đông nam của Zwickau.